# Дозіер (Алабама)
Дозіер (англ. Dozier) — місто (англ. town) в США, в окрузі Креншо штату Алабама. Населення — 285 осіб (2020).

## Географія
Дозіер розташований за координатами 31°30′0″ пн. ш. 86°22′10″ зх. д. / 31.50000° пн. ш. 86.36944° зх. д. (31.500094, -86.369568).  За даними Бюро перепису населення США в 2010 році місто мало площу 7,69 км², з яких 7,66 км² — суходіл та 0,03 км² — водойми.

## Демографія
Згідно з переписом 2010 року, у місті мешкало 329 осіб у 145 домогосподарствах у складі 88 родин. Густота населення становила 43 особи/км².  Було 191 помешкання (25/км²).
Расовий склад населення:
| - 59,6 % — білих - 35,3 % — чорних або афроамериканців - 0,3 % — корінних американців - 0,3 % — азіатів |

До двох чи більше рас належало 4,6 %. Частка іспаномовних становила 0,0 % від усіх жителів.
За віковим діапазоном населення розподілялося таким чином: 27,7 % — особи молодші 18 років, 57,4 % — особи у віці 18—64 років, 14,9 % — особи у віці 65 років та старші. Медіана віку мешканця становила 39,4 року. На 100 осіб жіночої статі у місті припадало 82,8 чоловіків;  на 100 жінок у віці від 18 років та старших — 66,4 чоловіків також старших 18 років.
Середній дохід на одне домашнє господарство  становив 29 852 долари США (медіана — 21 765), а середній дохід на одну сім'ю — 36 616 доларів (медіана — 31 250). За межею бідності перебувало 30,3 % осіб, у тому числі 57,6 % дітей у віці до 18 років та 17,6 % осіб у віці 65 років та старших.
Цивільне працевлаштоване населення становило 100 осіб. Основні галузі зайнятості: роздрібна торгівля — 26,0 %, освіта, охорона здоров'я та соціальна допомога — 19,0 %, виробництво — 18,0 %.

## Галерея

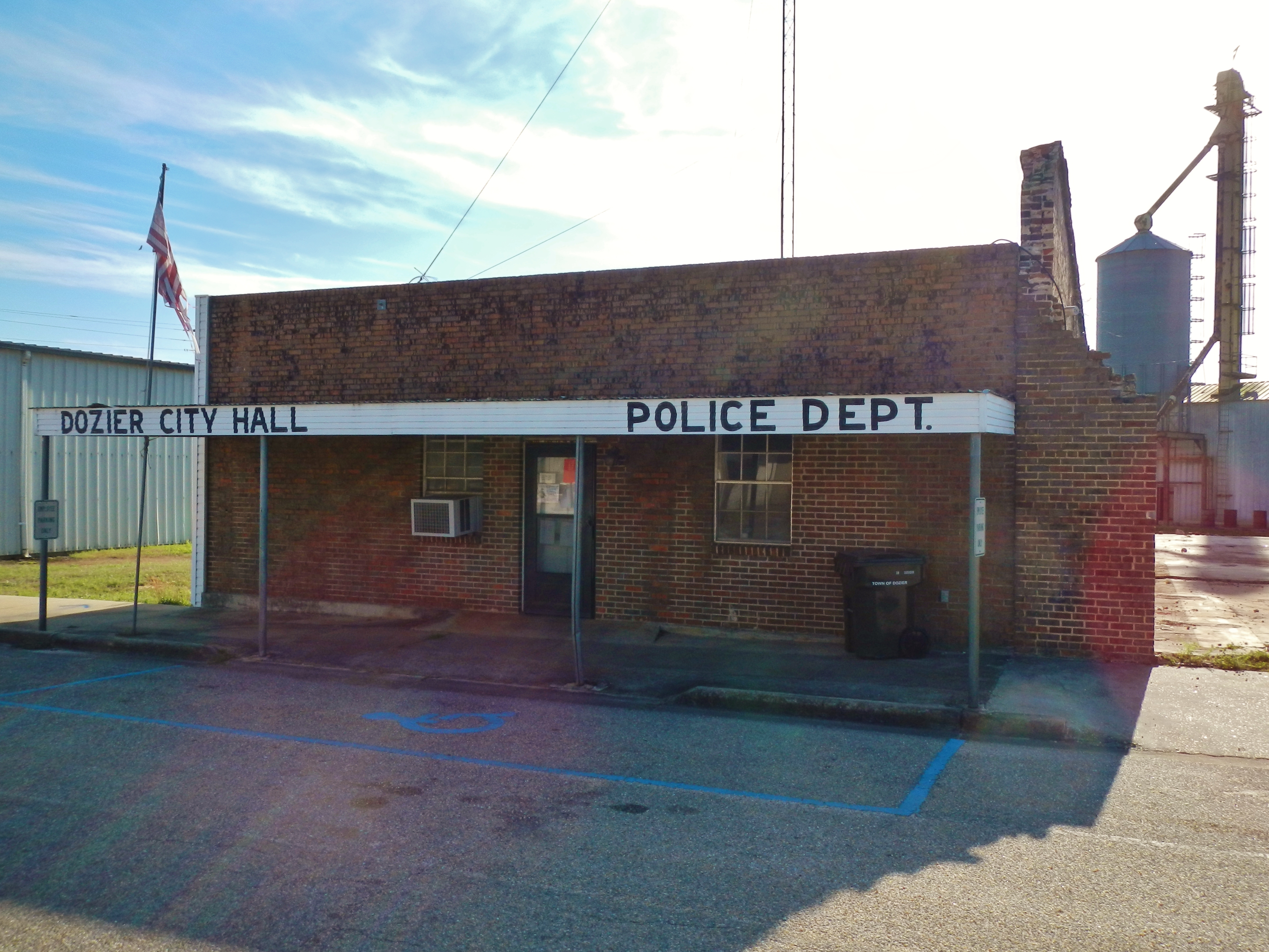
Мерія та поліцейський відділок
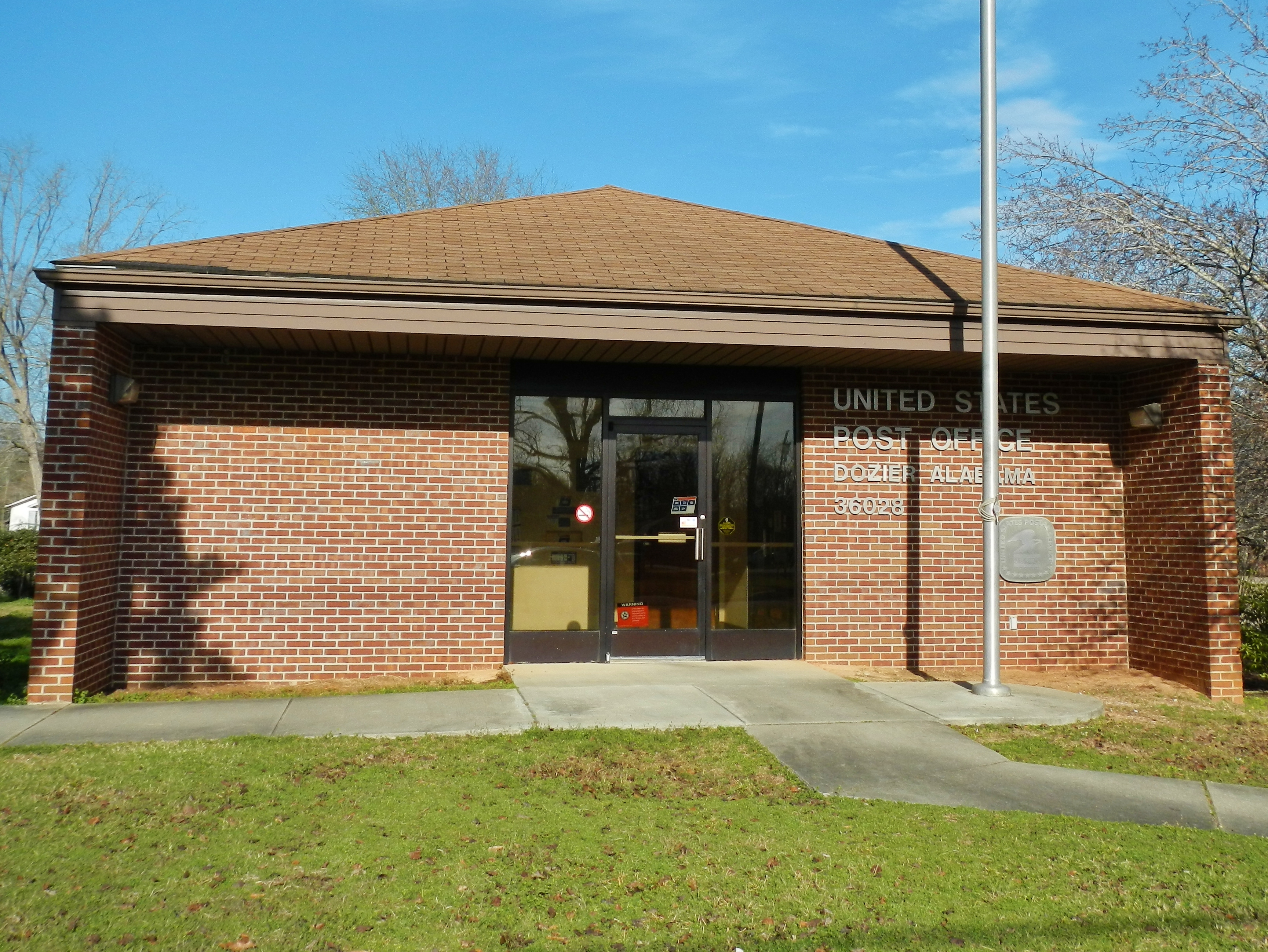
Пошта
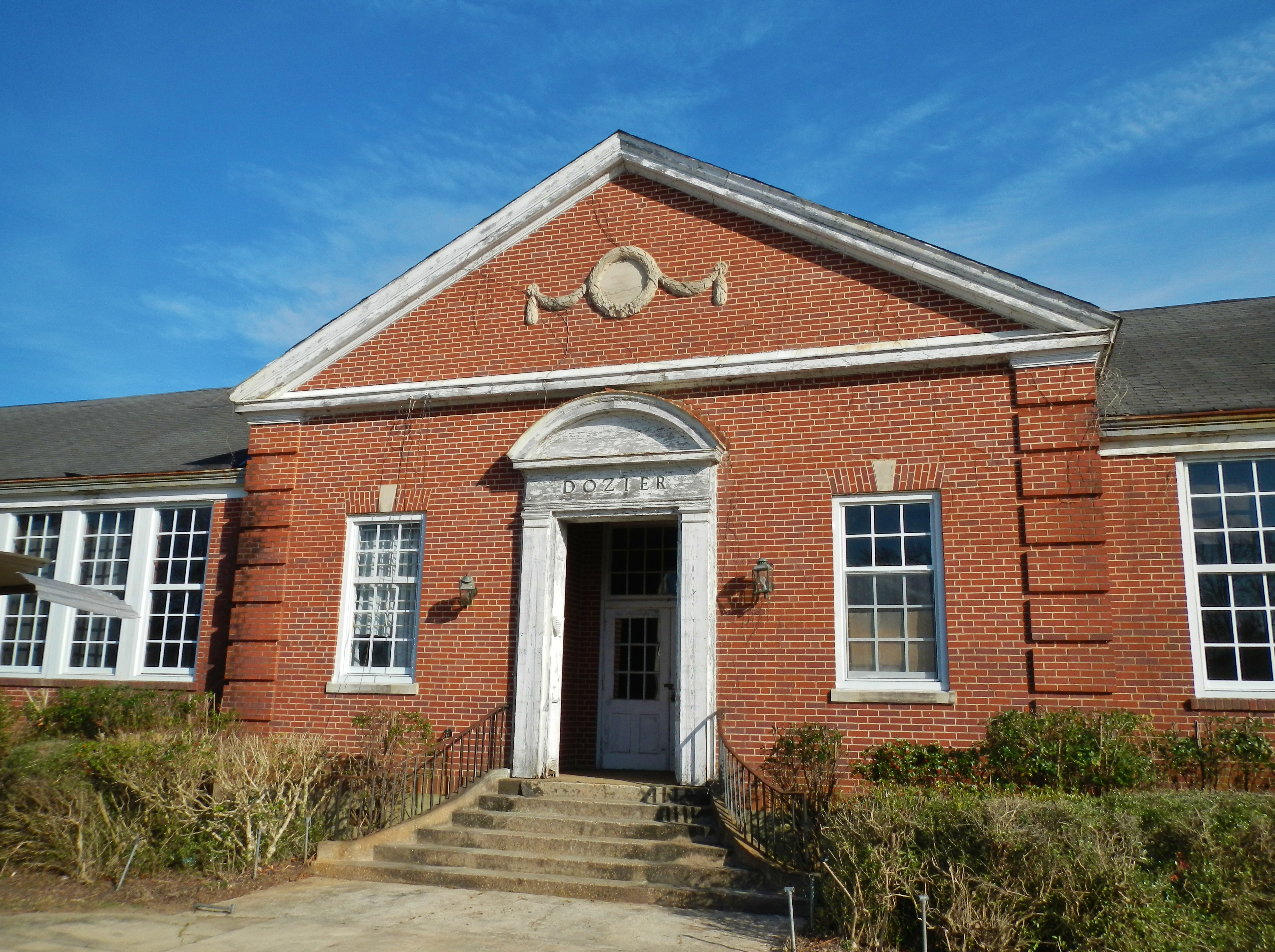
Стара школа